# 保禄教堂
保禄教堂（Nhà thờ Bảo Lộc）是一座天主教教堂，位于越南林同省保禄市保禄坊（Phường Blao）20号公路上。属于天主教大叻教区。这是越南容量最大的教堂，容量约为3000教友。 教堂的形状像越南的蒸餅糍粑。这座具有独特建筑风格的天主堂，吸引了许多游客前往林同省保禄市参观。

## 历史
在20世纪初，此处仍是一片原始森林，只有一些少数民族村庄。1930年，法国人来到这里，开辟咖啡种植园。1934年公路开通，开始有教友来此定居。1948年5月，阮雅各伯神父（Giacôbê Nguyễn Văn Mầu），即后来的天主教永隆教区主教，来此成立堂区。1957年，建成一座教堂，长41m，宽14m，高18m。由于教友众多，在1993年，由建筑师吳曰樹设计新教堂，长宽均为60米，预计将成为越南和东南亚中最大的教堂。但是负责监督教堂建设的本堂神父Vuong Van Dien于1996年2月去世，教堂的建设停止了一年。新神父 Nguyễn Hữu Duyên继续进行未完成的工作。但是由于经济困难，教堂面积缩水为原始设计的一半。1999年5月31日，阮主教（Phêrô Nguyễn Văn Nhơn）主持了保禄教堂的祝圣仪式。

## 建筑
保禄教堂建于1994-1999年，是建筑师吳曰樹（Ngô Viết Thụ，罗马大奖获得者）的最后一幅作品，此前他曾设计了胡志明市的統一宮。
教堂的穹顶直径达36米。教堂的石膏天花板有精美的雕刻。该堂还有33幅花窗玻璃，是越南教堂中最大规模的花窗玻璃。